# Palácio Piria
O Palácio Piria é o edifício que abriga a Suprema Corte de Justiça do Uruguai, o mais alto órgão judicial do país. Está localizado na parte sul da Praça de Cagancha, em Montevidéu, na "Passagem dos Direitos Humanos". Declarado Monumento Histórico Nacional em 1975, é construído no estilo historicista eclético.

## História
A construção do edifício foi projetada pelo empresário e filantropo uruguaio Francisco Piria em 1917 como residência familiar. O projeto foi liderado pelo arquiteto francês Camille Gardelle, ex-aluno da Escola de Belas Artes de Paris. O proprietário original residiu no palácio até sua morte em 1933. Em 1943, o presidente eleito Juan José de Amézaga arrendou a propriedade como sua residência particular. Em 5 de janeiro de 1954, pela Lei nº 12.090, o Palácio Piria foi adquirido pelo Estado uruguaio e designado para sediar a Suprema Corte de Justiça. Por ocasião do Dia do Patrimônio, o palácio abre suas portas para visitação pública.

## Descrição
De frente para a fachada principal, encontra-se o Monumento à Justiça, obra de Rafael Lorente Mourelle. Como Francisco Piria era alquimista, a mansão apresenta símbolos esotéricos, como a forma oval do hall térreo, que se repete tanto no subsolo quanto nos espaços de distribuição dos dois níveis superiores.

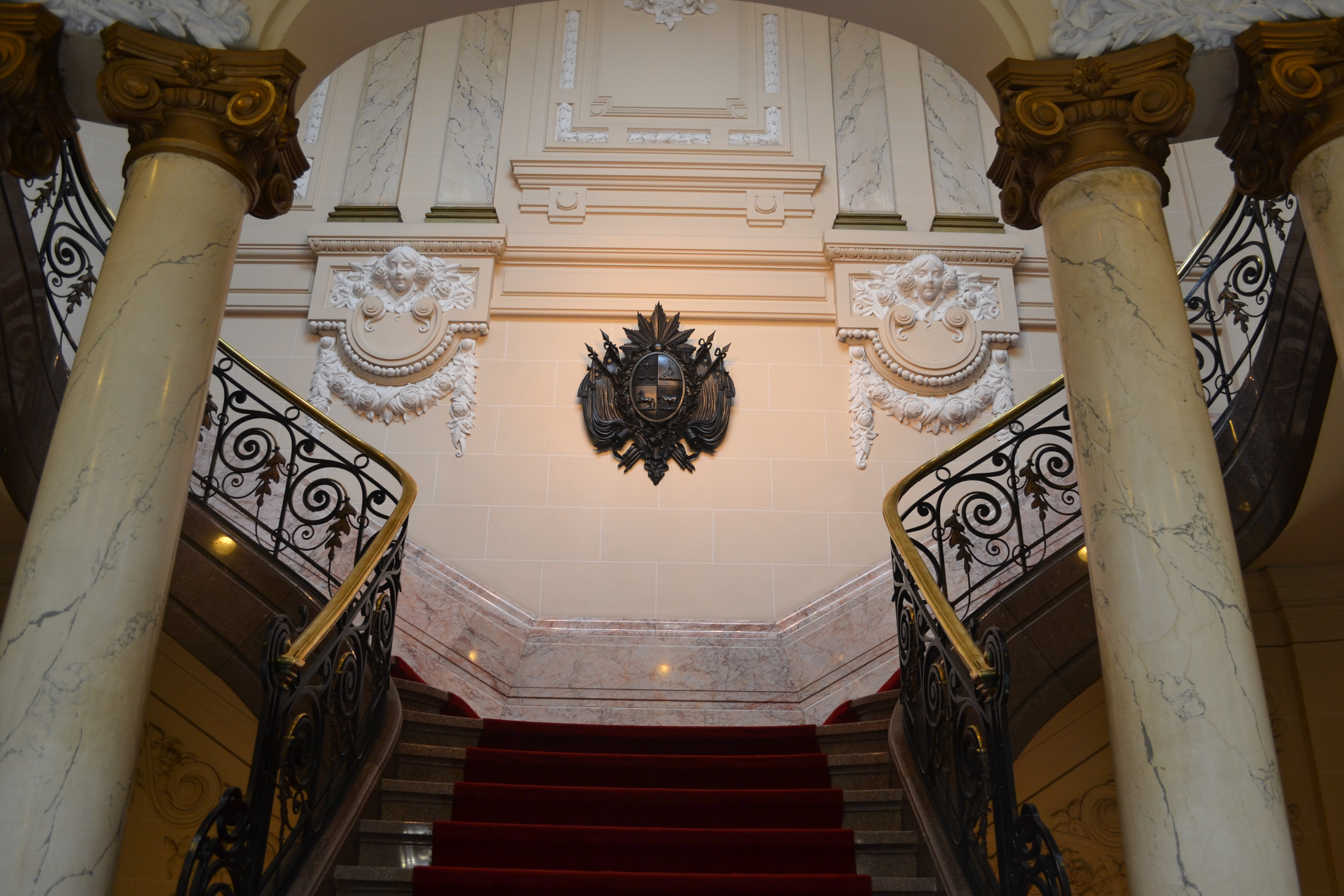
Escadaria principal do palácio antes da bifurcação, com o Brasão de armas do Uruguai ao fundo.

A escadaria principal de mármore, em frente ao hall de entrada, bifurca-se ao chegar ao primeiro andar.

### Térreo
Na ala sul, no cruzamento das ruas Gutiérrez Ruiz e San José, encontra-se o primeiro quarto do palacete, que atualmente serve como escritório de um dos Ministros da Suprema Corte de Justiça, com anexos e varanda. Na ala norte, com vista para a Praça de Cagancha, encontra-se o segundo quarto, que atualmente serve como escritório de outro ministro, bem como o escritório do subsecretário jurídico.

### Primeiro andar

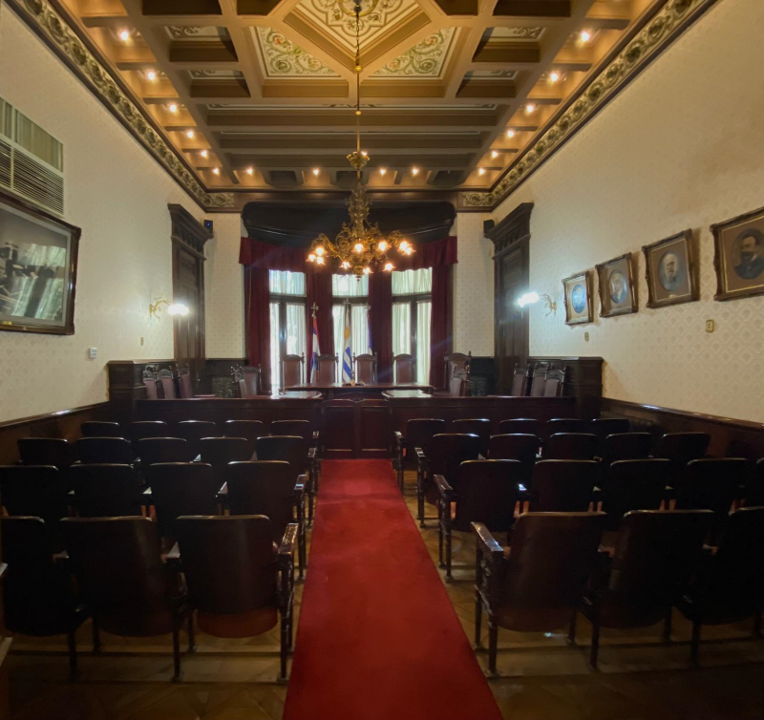
Sala de Juramentos

Originalmente, o primeiro andar servia como sala de recepção do palácio. Atualmente, abriga a Sala de Acordos da Corte, cujas varandas se abrem para a Rua Gutiérrez Ruiz; o antigo "Gran Salón Imperio", hoje denominado Sala "Dr. Héctor Luis Odriozola", decorado ao longo de seus aproximadamente 20 metros com motivos de águias, ramos de louro, esfinges e grifos; a Sala de Juramentos, cujo teto apresenta artesoados e lambris nas paredes; e a antiga sala de bilhar, que atualmente serve como escritório de um dos ministros.

### Segundo andar
O segundo andar servia como quarto de Piria e sua esposa e atualmente abriga os escritórios, a biblioteca e a sala de leitura. A primeira suíte servia como aposentos de Francisco Piria: o quarto atualmente funciona como escritório do Escrivão do Tribunal, enquanto o quarto e o ginásio servem como escritório de um dos ministros. A segunda suíte, que era ocupada pela esposa de Piria, tinha um quarto, que agora é usado por um dos ministros como escritório. Entre as duas suítes havia uma grande sala de estar, agora chamada de "Despacho Judicial".

## Galeria

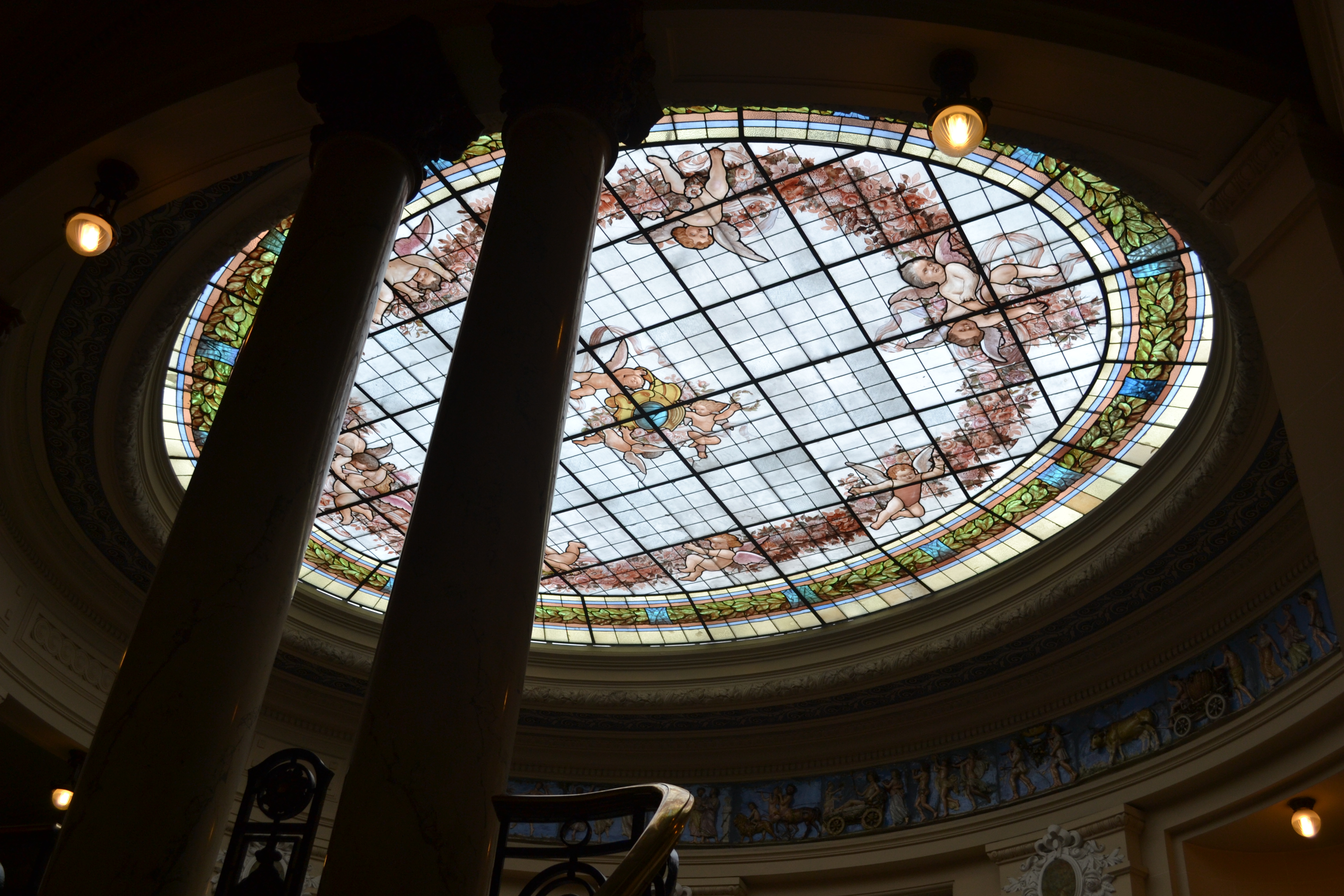
Vitral oval no segundo andar.
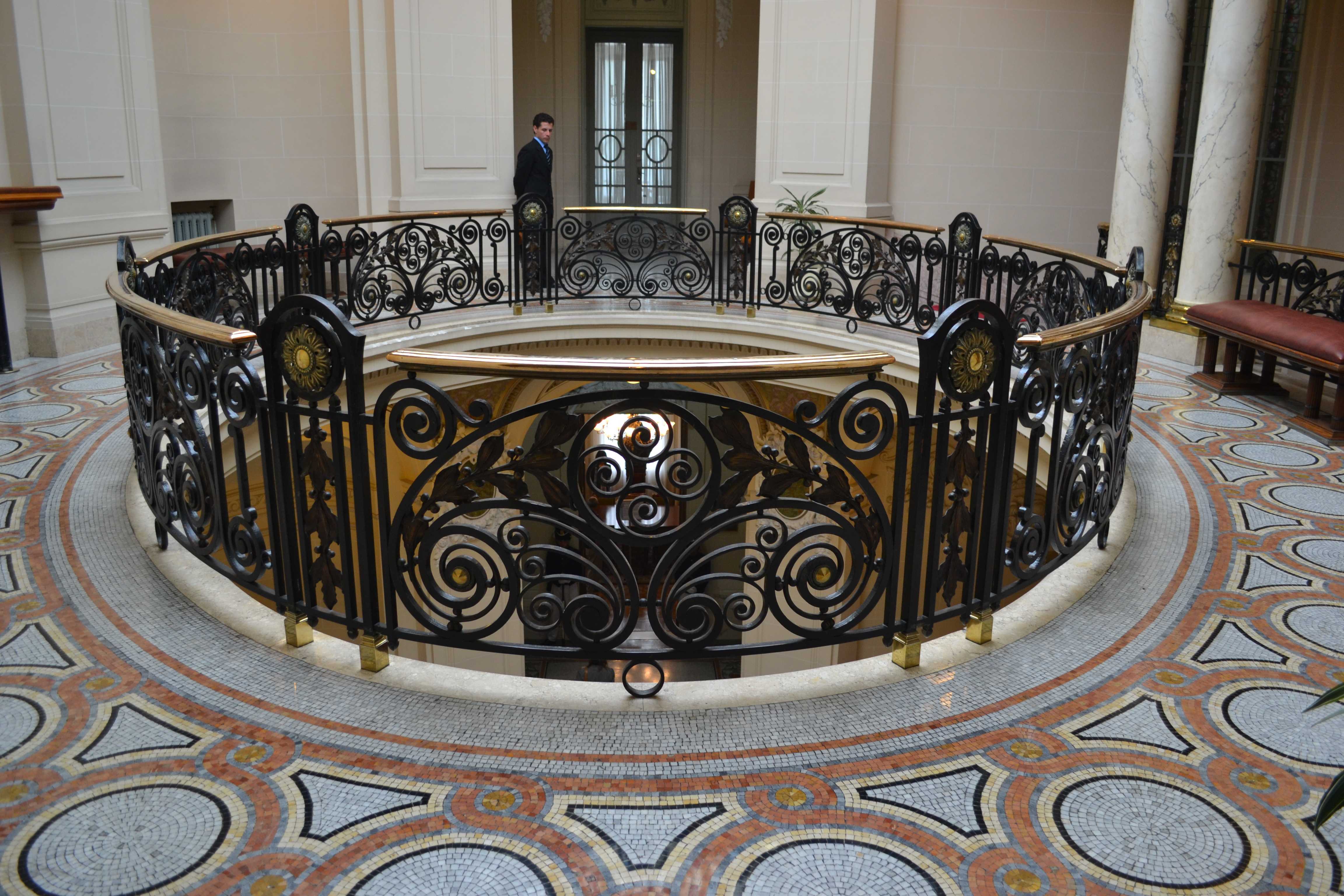
Segundo piso
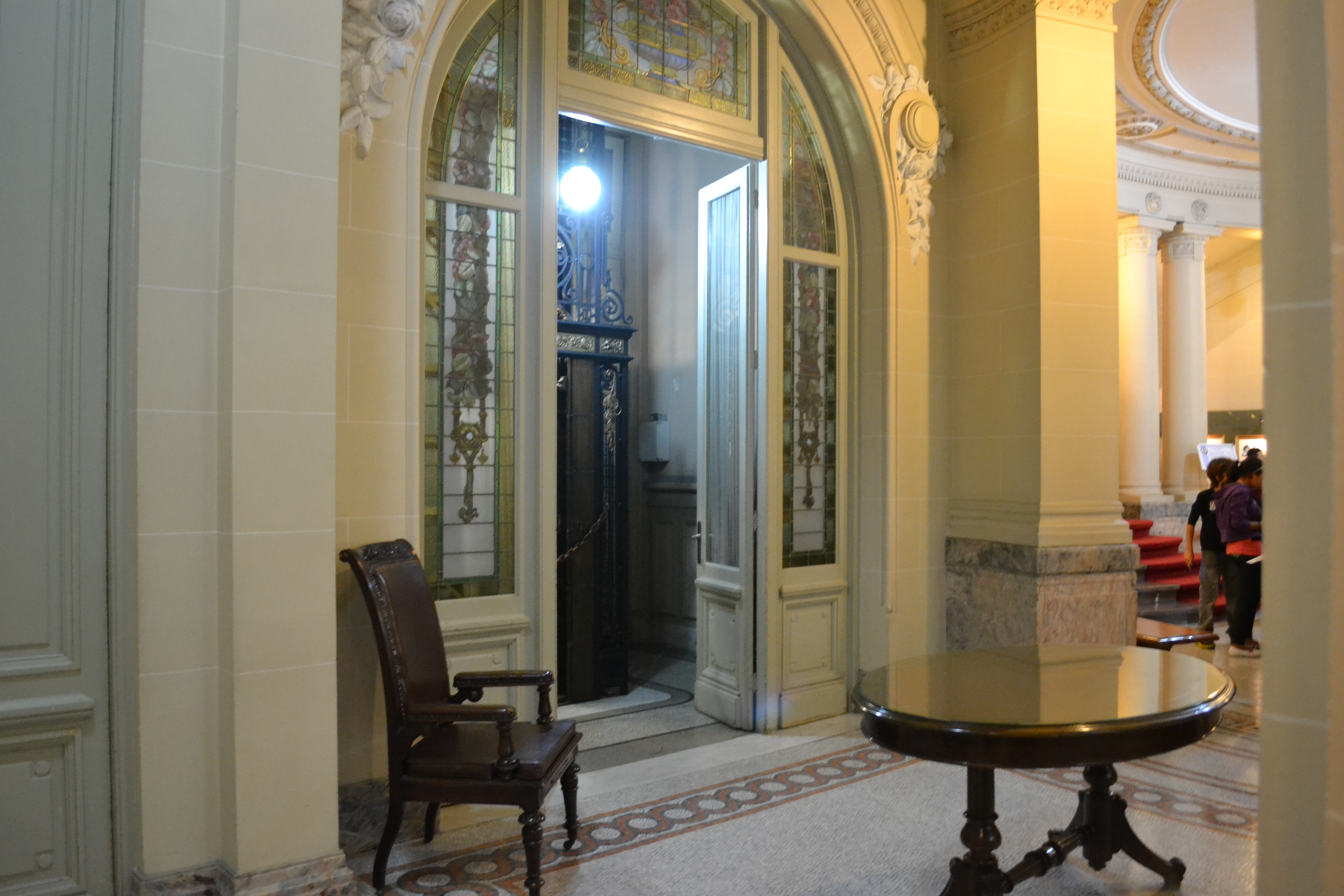
Elevador no térreo.
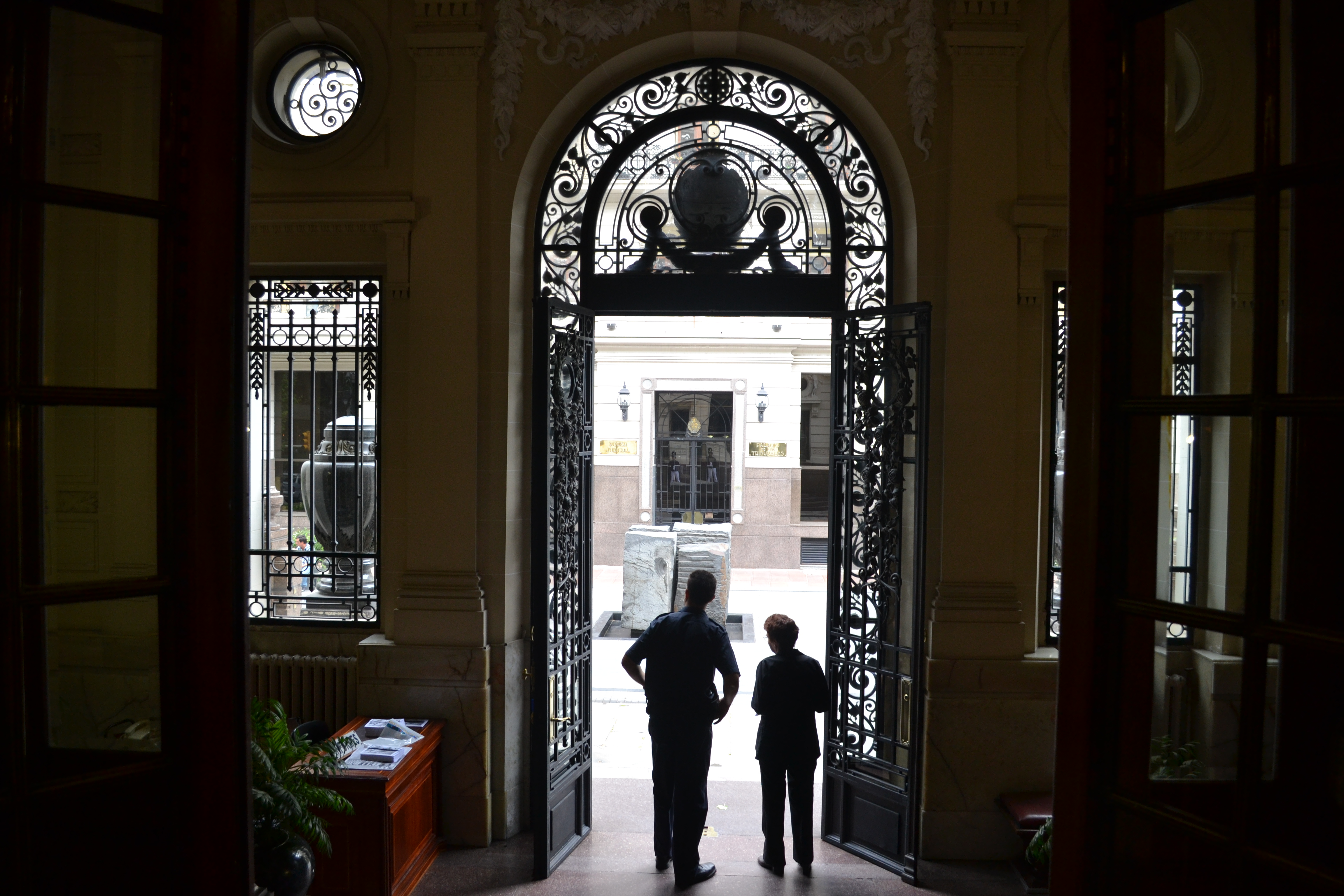
Porta principal vista de dentro.

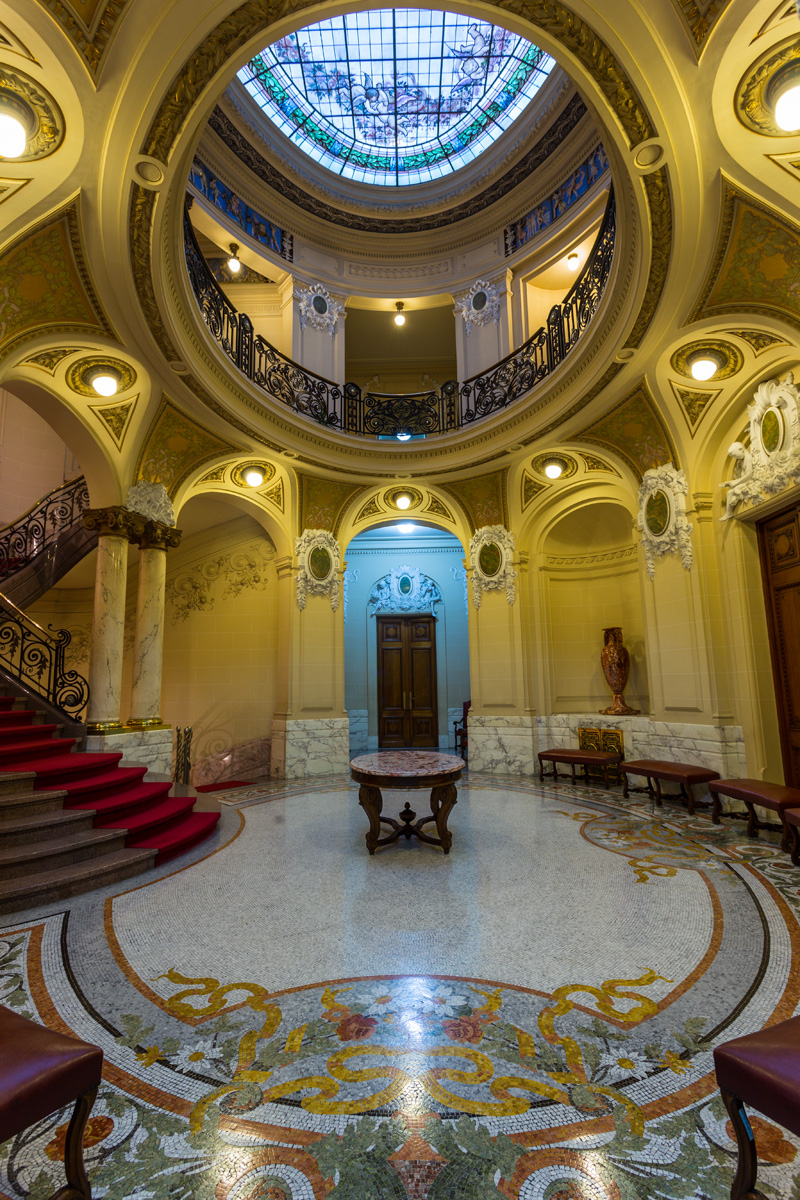
Hall de entrada e formato oval
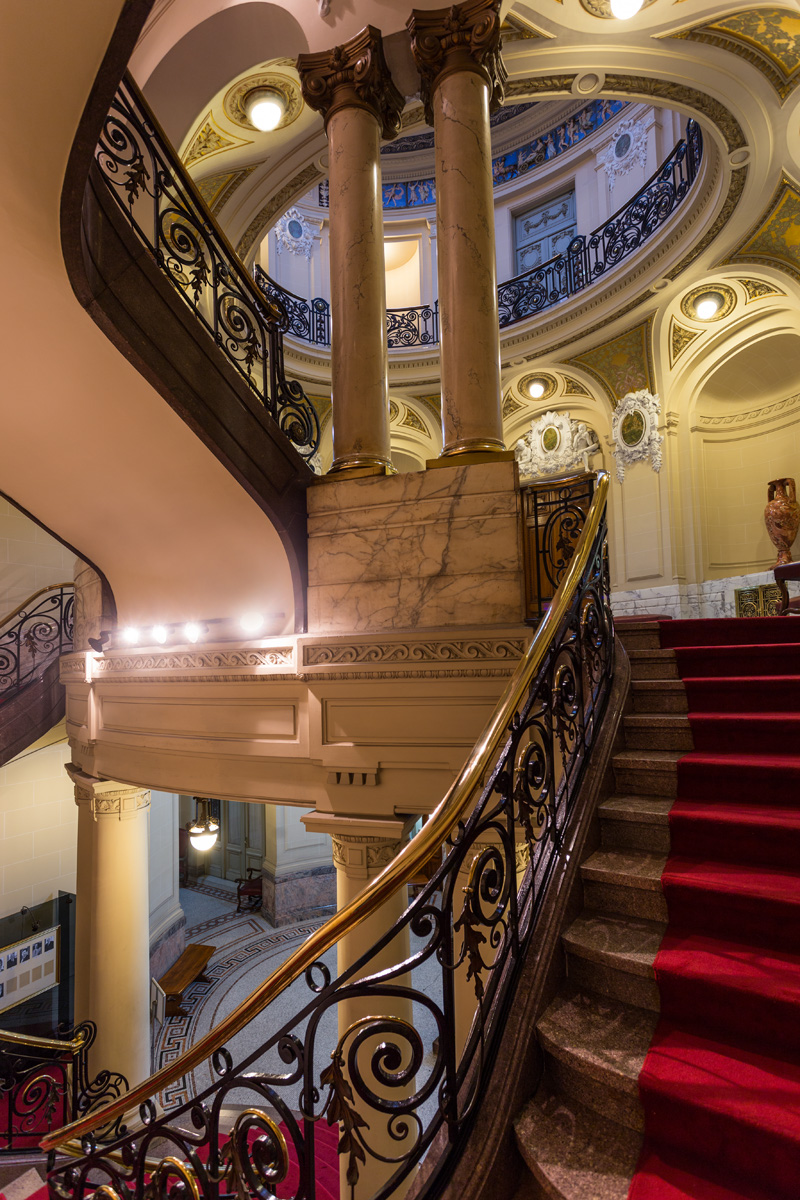
Escada e primeiro andar